# Catherine Bernard
Pour les articles homonymes, voir Bernard.
Cet article concerne une femme de lettres française. Pour la karatéka française, voir Catherine Bernard (karaté).
Catherine Bernard, dite Mademoiselle Bernard, née à Rouen le 24 août 1663 et morte à Paris le 6 septembre 1712 , est une poétesse, romancière et dramaturge française.
Elle est la première femme à composer une tragédie jouée à la Comédie-Française (plusieurs autrices furent jouées au Théâtre Français ou à l'Hôtel de Bourgogne, avant la réunion des théâtres sous l'appellation de Comédie-Française, et Mlle Pitel de Longchamps y donna en 1687 une farce intitulée Le Voleur ou Titapapouf). Elle s'inscrit dans la seconde vague du courant littéraire de la préciosité, aux côtés de Mlle L'Héritier ou de Madame d'Aulnoy, ses contemporaines,.
L'œuvre de Catherine Bernard a été abondamment plagiée mais aussi volontairement oubliée, au point que des chercheurs ont pu parler à son sujet d'effacement, un traitement d'ailleurs infligé à d'autres autrices.

## Biographie
Née dans une famille protestante, elle s'installe à Paris avant l’âge de dix-sept ans. On a prétendu, notamment Voltaire dans le contexte du plagiat de son œuvre et alors qu'il n'en existe aucune preuve, qu'elle était proche de l'écrivain Fontenelle et du dramaturge Jacques Pradon. Elle publie son premier roman en 1680. Elle se convertit au catholicisme avant 1685, date de la révocation de l'édit de Nantes. C'est aussi la date de la rupture avec sa famille protestante. Dès lors Catherine Bernard vit de sa plume et se consacre entièrement à l'écriture. Elle compose deux tragédies, Laodamie et Brutus, qui sont représentées à la Comédie-Française, en 1689 et en 1691, qui représentent les meilleurs succès théâtraux de la fin du siècle. 
Elle est couronnée par l’Académie française en 1691, 1693 et 1697 et obtient trois prix aux Jeux floraux de Toulouse. À partir de 1691, le roi Louis XIV lui fait verser une pension annuelle de 200 écus. Elle fréquente le salon de Marie-Jeanne L'Héritier de Villandon, nièce de Charles Perrault. Avec Riquet à la houppe et Le Prince rosier, elle est l'une des premières à créer des contes de fées, participant ainsi au renouvellement de ce genre littéraire. En 1699, elle fait partie de l’Académie des Ricovrati de Padoue, sous le nom de Calliope, l'Invincible. Elle cesse ensuite d'écrire pour le théâtre, sans doute à la demande de Madame de Pontchartrain, sa mécène. Elle abandonne toute activité publique. Elle continue cependant d'écrire des vers qu'elle ne publie pas.
Elle meurt dans la pauvreté en 1712. Selon son testament, elle lègue ses biens à son domestique.

## Œuvre littéraire

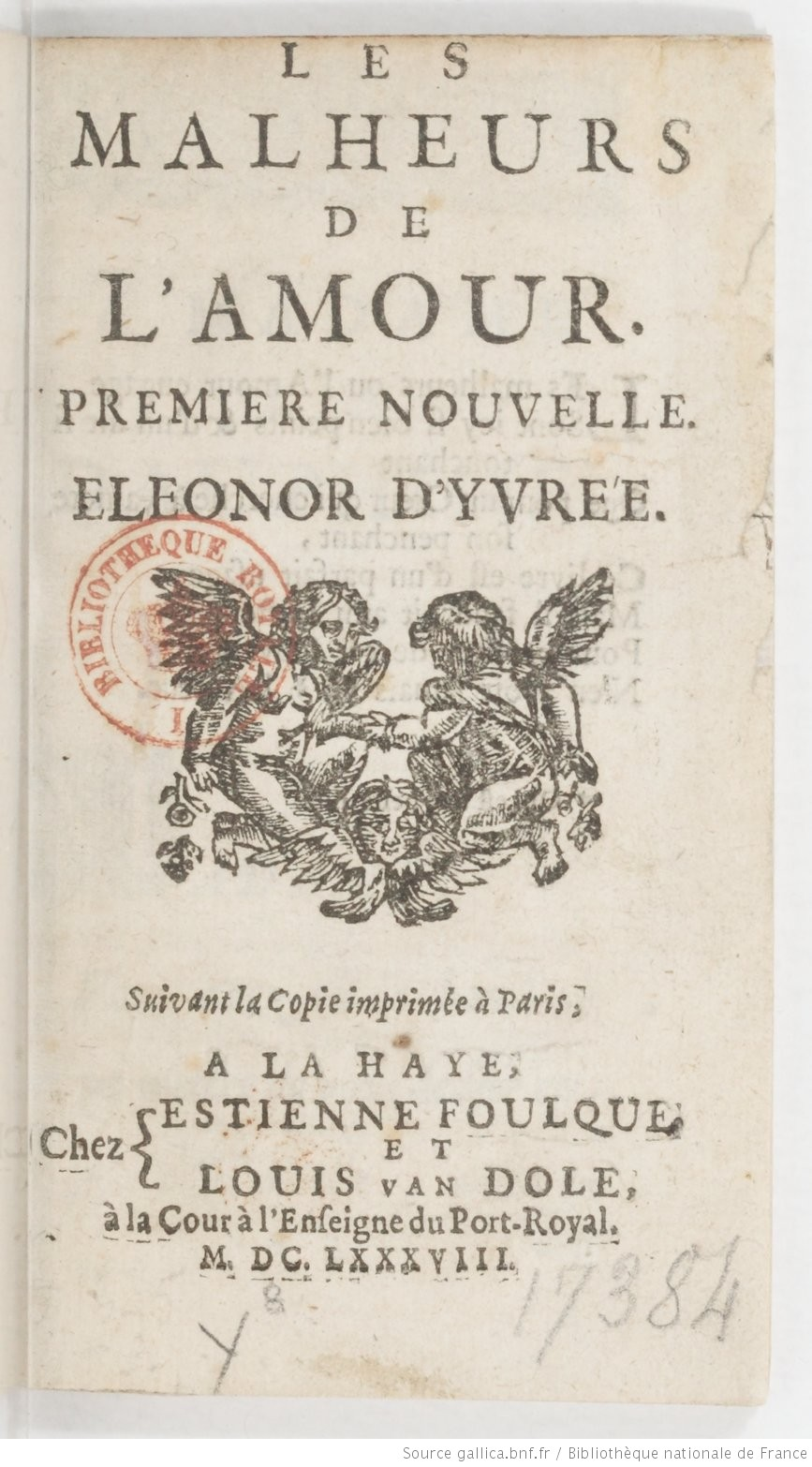
Première page du recueil.

Catherine Bernard publie un premier roman en 1680 Frédéric de Sicile. Ce récit conte l’histoire de la fille unique d’un couple royal, que celui-ci travestit en prince. Le personnage est qualifié tantôt par « il » ou « elle ». Le roman Commerce galant publié en 1682 est attribué à Catherine Bernard et Jacques Pradon. À partir de 1687, Catherine Bernard se consacre entièrement à l'écriture. Elle publie trois nouvelles, deux tragédies et de nombreuses poésies. Ses deux tragédies sont jouées à la Comédie française et rencontrent le succès : Laodamie, traitant des problèmes de la souveraineté féminine, est jouée vingt-deux fois à la Comédie française. Pour la chercheuse Derval Conroy, « l'autrice y souligne le conflit irréductible entre la gynécocratie (au sens de gouvernement par des femmes) et le patriarcat ». Brutus est mis en scène le 18 décembre 1690, la pièce est jouée vingt-cinq fois, et y résonne également « la critique des valeurs patriarcales » qui font « l'originalité (pourrait-on dire féminocentrique ?) de la voix dramatique de Catherine Bernard ».

## Spoliation posthume
Quarante ans après la publication du Brutus de Catherine Bernard, Voltaire publie en 1730 une tragédie du même nom. Une polémique éclate. Dès les premières représentations de la pièce, Voltaire est accusé d'avoir copié le plan de la tragédie de Catherine Bernard et d'en avoir plagié plusieurs centaines de vers,. Voltaire se défend en disant que le Brutus de Catherine Bernard aurait en fait été écrit par Fontenelle et non par elle. En 1751, il persiste et affirme dans la notice qu'il consacre à Catherine Bernard pour son Siècle de Louis XIV que Bernard de Fontenelle a rédigé la pièce Brutus. C'est seulement à partir de là que la maternité littéraire de Catherine Bernard sera régulièrement remise en question.
La tragédie Bradamante en cinq actes publiée en 1695 chez Michel III Brunet, attribuée à Catherine Bernard par Pierre-François Godar de Beauchamps dans ses Recherches sur les théâtres de France paru en 1735, est aussi attribuée à Thomas Corneille.
Depuis les années 1980, de nombreux travaux (trois thèses doctorales et plus de vingt-cinq articles) ont permis de réhabiliter et redécouvrir l’œuvre de Catherine Bernard. En 1990, Perry Gethner publie Laodamie dans son anthologie Femmes dramaturges en France (1650-1750) : Pièces choisies. En 1993, Franco Piva édite les œuvres complètes de Catherine Bernard permettant ainsi la ré-attribution de ses œuvres et la redécouverte de l'autrice. En 2011, Derval Conroy, Aurore Évain, Perry Gethner, Henriette Goldwyn rééditent ses deux pièces pour la première fois en France, dans le volume 3 de l'anthologie Théâtre de femmes de l'Ancien Régime publié par l'université de Saint-Étienne. En 2024, Aurore Évain et sa compagnie La Subversive remettent en scène pour la première fois depuis sa création en 1689 à la Comédie-Française sa tragédie Laodamie.
En novembre 2017, une Journée d'étude a été consacrée à l'auctorialité de Catherine Bernard, par le Cérédi, à Rouen.
L'effacement de Catherine Bernard de la littérature française est décrit par Titiou Lecoq dans son essai Les grandes oubliées, pourquoi l'Histoire a effacé les femmes, dans lequel l'autrice souligne que ce traitement a été infligé à bien d'autres femmes de lettres (mais aussi d'autres artistes) : « ...les ouvrages recensant les auteurs de théâtre commencent à omettre les femmes dès le XVIIIe siècle et continuent jusqu'à nous. Leur importance diminue, leurs œuvres sont revues comme mineures ou attribuées à des hommes. Jusqu'à l'oubli complet. ».

## Contexte historique

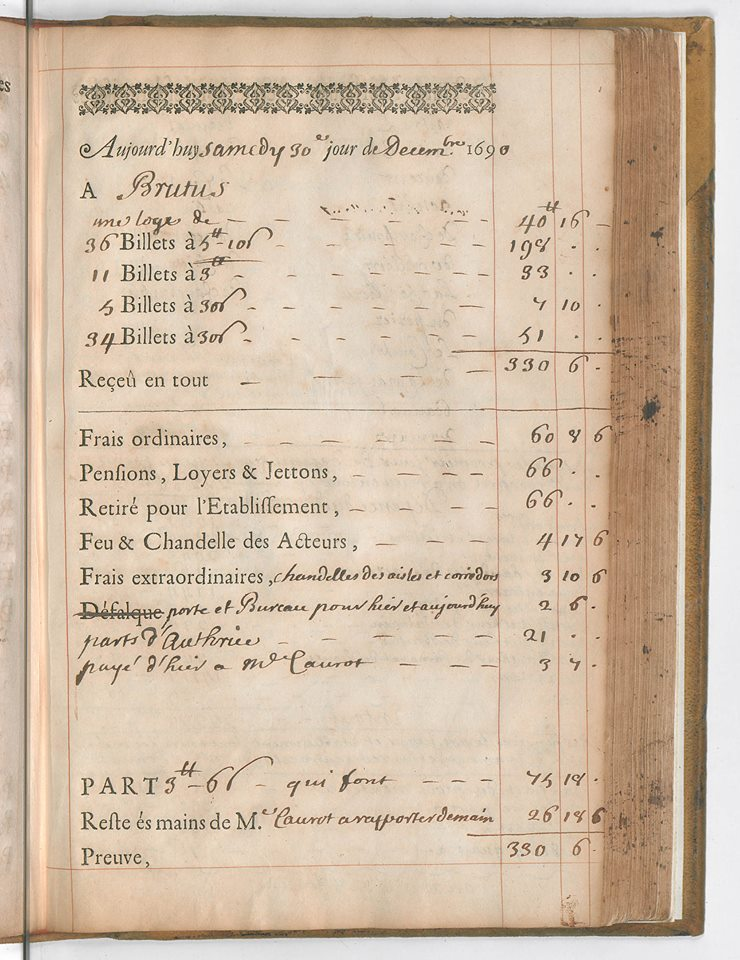
Représentation de la tragédie Brutus, de Catherine Bernard, 30 décembre 1691 - extrait du Registre des Comptes.

Elle vit dans une fin de siècle et une fin de règne, marqué par les conquêtes militaires, les guerres de Religion et l'absolutisme de Louis XIV. Elle est une représentante « exemplaire », selon son biographe Franco Piva, « de ce monde touchant à sa fin » et entamant sa mutation vers les Lumières. Pour Faïka Besbes-Bannour (autrice d'une thèse sur « Le pathétique et la femme » soutenue en 2011), les décennies situées entre la fin du XVIIe siècle et le début du siècle des Lumières sont un moment de mutation de l'écriture romanesque où « le pathétique fait l’objet d’une laïcisation, d’une réhabilitation morale et d’une promotion esthétique qui en font une catégorie majeure de la littérature du Grand Siècle finissant ». Selon elle, de Madame de Lafayette à  Catherine Bernard, l'écriture romanesque féminine évolue vers plus de sobriété et de concision, en lien avec la représentation du pathétique.
Les écrivaines, dramaturges et autrices de théâtre (c'était déjà le terme utilisé à l'époque, dans les registres de comptes notamment) de l'Ancien Régime — même aussi connues en leur temps que Catherine Bernard — semblent avoir été effacées du corpus théâtral à partir du XIXe siècle. Aurore Évain a analysé les mécanismes d'effacement et de dépréciation des autrices dans l'émergence d'une Histoire du théâtre et en conclut que « plus cette Histoire s'institutionnalise au cours du XIXe siècle, plus cette expulsion du panthéon littéraire devient effective ». Une autre hypothèse est que les historiens littéraires les auraient, au XIXe siècle, associées au « côté dangereux des passions » et à un discours passionnel exalté notamment autour du thème amoureux. 
D'après plusieurs historiens et historiennes (dont Henri Coulet, Franco Piva et Aurore Évain), Catherine Bernard serait la fille littéraire de Mme de Lafayette, et le chaînon manquant entre cette romancière et l'abbé Prévost, Mme de Tencin, Rousseau.

## Prix et distinctions
- prix de poésie de l'Académie française en 1691, 1693, 1697[22]
- prix de poésie de l'Académie des jeux floraux de Toulouse en 1696, 1697, 1698[22]

## Œuvres

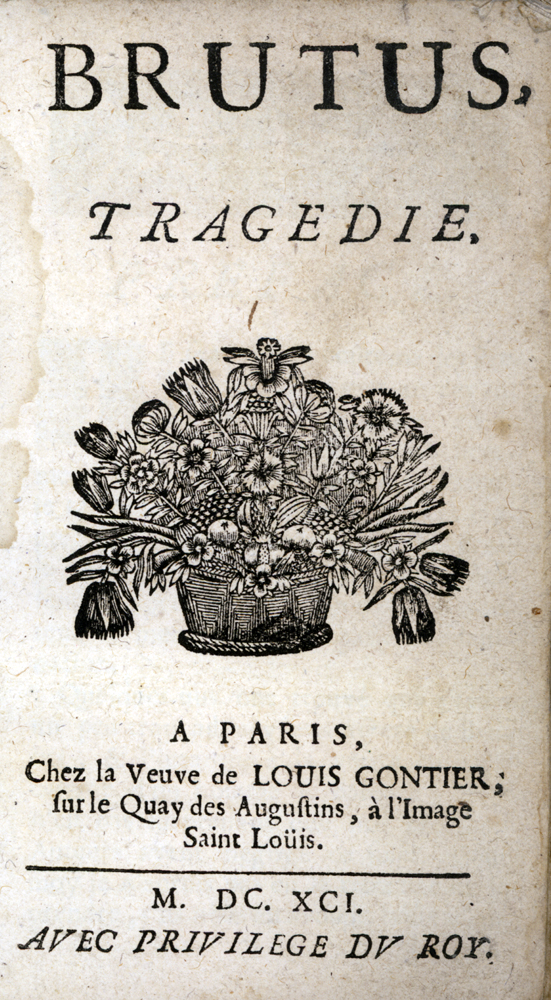
Page de titre du Brutus dont Voltaire se serait par la suite inspiré.

### Théâtre
- Laodamie, reine d’Épire tragédie ; 11 février 1689 [Lire en ligne sur Google Books] - Réédition Théâtre de femmes de l'Ancien Régime, dir. Aurore Évain, Perry Gethner et Henriette Goldwyn, vol. 3, Publications de l'Université de Saint-Étienne, 2011.
- Brutus, tragédie, Chez la veuve de Louis Gontier, Paris 1691 [Lire en ligne sur Gallica] - Réédition Théâtre de femmes de l'Ancien Régime, dir. Aurore Évain, Perry Gethner et Henriette Goldwyn, vol. 3, Publications de l'Université de Saint-Étienne, 2011.

### Romans, nouvelles et autres textes en prose
- Frédéric de Sicile, Lyon, T. Amaulry, 1680 [Lire en ligne sur Google Books] ; réédition, Talents Hauts, préface d'Aurore Évain
- Les Malheurs de l'amour. Première Nouvelle. Éléonor d'Yvrée, Paris, M. Guérout, 1687 [Lire en ligne sur Gallica] ; réédition, Genève, Slatkine, 1979
- Le Comte d’Amboise, nouvelle galante, Paris, C. Babin, 1688
- Inès de Cordoue nouvelle espagnole, Paris, M. et G. Jouvenel, 1696 (recueil incluant la première version de Riquet à la houppe) [Lire en ligne sur Google Books] ; réédition, Genève, Slatkine, 1979
- Relation de l’isle de Bornéo, Paris, G. Peignot, 1807 (date de composition inconnue, publié avec d'autres textes de Fontenelle) [Lire en ligne sur Gallica] ;
- Le Commerce galant ou Lettres tendres et galantes de la jeune Iris et de Timandre, Catherine Bernard et Nicolas Pradon, 1696 [Lire en ligne sur Google Books].

### Édition des œuvres complètes
- Œuvres, textes établis, présentés et annotés par Franco Piva, Paris, Nizet, coll. « Biblioteca della ricerca. Testi stranieri », 2 vol. (Tome I, Romans et nouvelles, 462 p. ; Tome II, Théâtre et poésie, 595 p.), 1993-1999 (Inclut  Brutus, Laodamie, reine d’Épire, Frédéric de Sicile, Histoire de la rupture d’Abenamar et de Fatime ; Inès de Cordoue, nouvelle espagnole, Riquet à la houppe ; Les Malheurs de l'amour, Première Nouvelle ; Éléonor d’Yvrée ; Edgar, roi d’Angleterre, histoire galante ; Le Roi seul, en toute l’Europe, défend et protège les droits des rois ; Plus le roi mérite les louanges, plus il les évite ; Le Roi, par la paix de Savoie, a rendu la tranquillité à l’Italie, et a donné à toute l’Europe l’espérance de la paix générale ; L’Imagination et le Bonheur.

### Représentations
- Laodamie, reine d'Epire, mise en scène d'Aurore Évain, par la Compagnie La Subversive, avec Amal Allaoui, Nathalie Bourg, Mona El Yafi, Nathan Gabily, Matila Malliarakis et Catherine Piffaretti. Création le 27 février 2024, à la Ferme de Bel Ebat - Théâtre de Guyancourt[23].

### Émission
- [(fr) Une vie, une oeuvre - Catherine Bernard (1663 (?) - 1712) - La voix oubliée], France Culture, documentaire de Marie Potonet, avec Aurore Évain, Franco Piva, Agathe Sanjuan, et les comédiennes Aline Le Berre et Alice Le Strat (10 juin 2017).
- [(fr) Autrices oubliées de l'histoire littéraire – Catherine Bernard (v. 1663-1712)], Bibliothèque nationale de France, conférence d'Edwige Keller-Rahbé, maîtresse de conférences en littérature française du XVIIe siècle à l'université Lumière-Lyon-II, et lectures par Aurore Évain, comédienne, durée 1 h 38.
- [(fr) Cherchez la femme ! (8/30)Catherine Bernard - Les grands dramaturges (page consultée le 17 janvier 2023)], série en stop motion de Julie Gavras (2021), Arte, durée 0 h 4.